# Dalí, être Dieu
Dalí, être Dieu è un film del 2002 diretto da Sergi Schaaff e basato sulla vita del pittore spagnolo Salvador Dalí.